# Altenburger Ziegenkäse

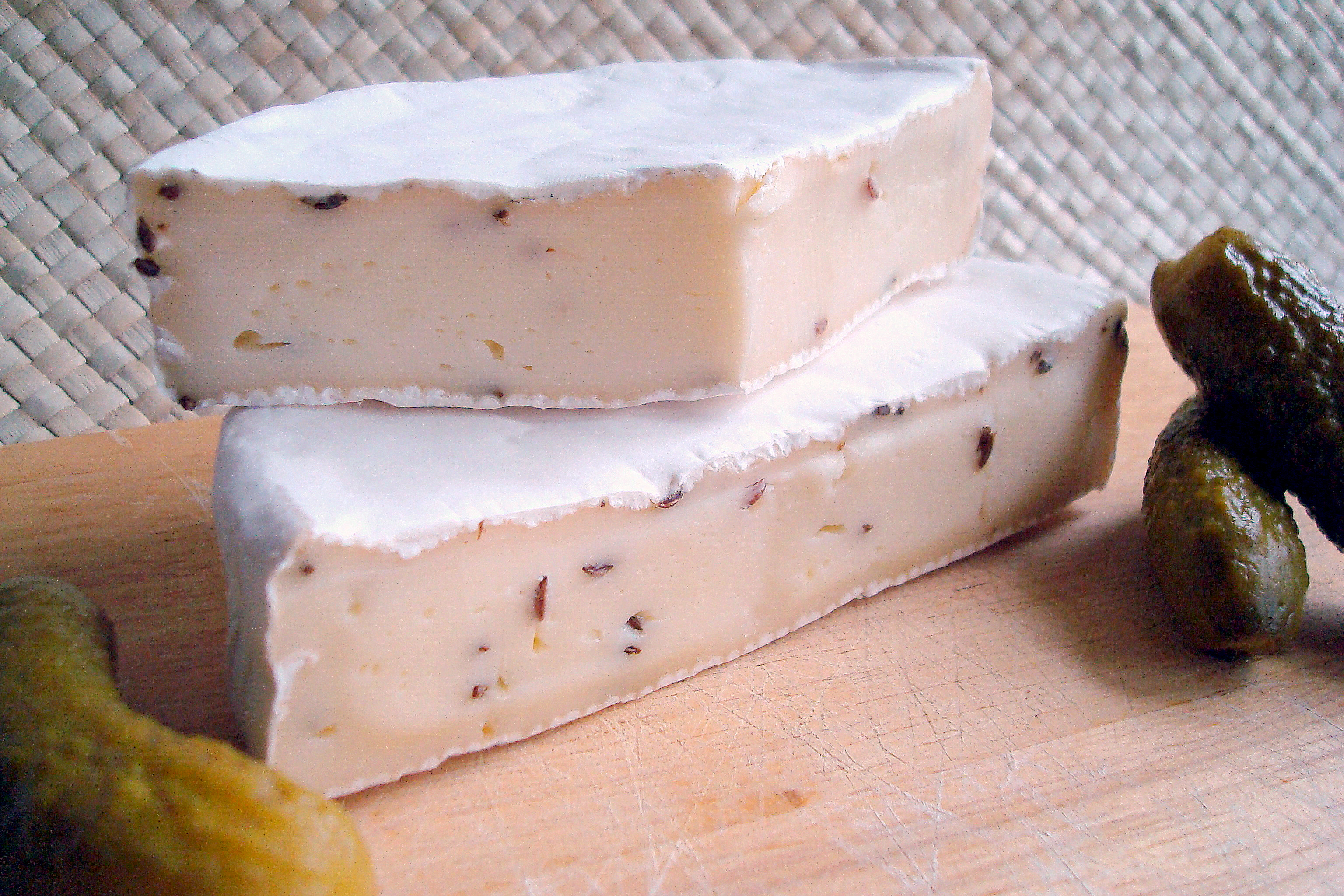
Altenburger Ziegenkäse

Der Altenburger Ziegenkäse ist ein deutscher Weichkäse. Er hat seinen Ursprung im thüringisch-sächsischen Grenzgebiet.

## Geschützte Ursprungsbezeichnung
Altenburger Ziegenkäse ist eine geschützte Ursprungsbezeichnung. Der Käse, der sowohl der thüringischen als auch der sächsischen Küche zugerechnet wird, darf nur in den Landkreisen Altenburger Land und Greiz, in dem ehemaligen Muldentalkreis, in Teilen der Kreise Burgenland und Leipzig sowie in der kreisfreien Stadt Gera hergestellt werden.

## Produktion
Er wird nach traditioneller Rezeptur seit 1897 in der Käserei Altenburger Land in Hartha in Thüringen und in der Käsemanufaktur Falkenhain GmbH vormals Feinkäserei Zimmermann in Falkenhain bei Wurzen in Sachsen hergestellt. Er enthält mindestens 30 Prozent Fett in der Trockenmasse. Die Käsemanufaktur Falkenhain GmbH, seit 2017 eine Tochtergesellschaft der Heinrichsthaler Milchwerke GmbH, bietet den Altenburger Käse auch mit 45 % und 60 % Fett i. Tr. an.

## Erscheinung
Der zylindrische Käselaib hat ein Gewicht von 250 g oder wird als halbierter Zylinder hergestellt. Der geschlossene Teig hat eine geringe Bruchlochung. Der Fettgehalt liegt bei mindestens 30 Gewichtsprozent in der Trockenmasse bzw. einem Gehalt von 38 Teilen Trockenmasse in 100 Gewichtsteilen. Wenn Kümmelsamen verwendet wird, ist dieser als braune Flecken im Käseteig wahrzunehmen.
Der runde Laib des Käses hat einen Durchmesser von 11,5 Zentimeter, eine Höhe von etwa 3 Zentimeter. Die Oberfläche ist mit weißem Edelschimmel des Camembert überzogen. Der Teig ist blassgelb, geschmeidig und mit wenigen Bruchlöchern durchzogen. Der milde Geschmack des Altenburger Ziegenkäses hat eine ausgeprägte Note, der Kümmel lässt sich deutlich herausschmecken.

## Herstellung
Der Altenburger Ziegenkäse wird aus Kuhmilch unter Zugabe von mindestens 15 Prozent Ziegenmilch hergestellt. Die Milch wird mit Lab dickgelegt und der Bruch walnussgroß zerschnitten. Vor dem Ausformen der Käselaibe wird der Kümmel hinzugegeben. Der Käse reift innerhalb von 10 Tagen. Ursprünglich wurde der Käse als Rohmilchkäse im Erzeugerbetrieb hergestellt. Der geringen Anteil an Ziegenmilch ist darauf zurückzuführen, dass die Ziegenmilch in der Vergangenheit direkt getrunken wurde.
Die verwendete Milch muss aus dem  genannten Herstellungsgebiet stammen.